# Musca leporinus
Musca leporinus är en tvåvingeart som först beskrevs av Harris 1780.  Musca leporinus ingår i släktet Musca, ordningen tvåvingar, klassen egentliga insekter, fylumet leddjur och riket djur. Inga underarter finns listade i Catalogue of Life.